# Andrew Fielding Huxley
Andrew Fielding Huxley, född 22 november 1917 i Hampstead, London, död 30 maj 2012 i Grantchester, Cambridgeshire, var en brittisk fysiolog och biofysiker. Han var halvbror till Julian och Aldous Huxley, samt sonson till T.H. Huxley. 
Huxley mottog Nobelpriset i fysiologi eller medicin 1963 för upptäckter om jonmekanismer vid nervretning och grunden för spridning av nervimpulser (kallad en handlingspotential). Han delade priset med Alan L. Hodgkin och John Eccles.

## Biografi
Huxley var yngste sonen till författaren och redaktören Leonard Huxley och Leonard Huxleys andra hustru Rosalind Bruce. När han var omkring 12 år fick Andrew och hans bror David en svarv av sina föräldrar. Andrew blev snart skicklig på att utforma, tillverka och montera mekaniska föremål av alla slag, från ljuspinnar av trä till en fungerande förbränningsmotor. Han använde dessa praktiska färdigheter under hela sin karriär och byggde mycket av den specialiserade utrustning han behövde för sin forskning. Det var också i tidiga tonåren som han grundade sitt livslånga intresse för mikroskopi.
Han utbildades vid University College School och Westminster School i centrala London, där han var stipendiat. Han tog examen och fick stipendium till Trinity College, Cambridge, för att läsa naturvetenskap. Han hade tänkt bli ingenjör men bytte till fysiologi efter att ha tagit upp ämnet för att uppfylla intagningskraven.
Efter studier i Cambridge från och med 1935 tog Huxley en kandidatexamen 1938. Strax efter andra världskrigets utbrott rekryterades Huxley av det brittiska luftvärnskommandot och överfördes senare till amiralitetet. Efter kriget återupptog han forskningen vid University of Cambridge, där han utvecklade interferensmikroskopi som skulle vara lämplig för att studera muskelfibrer.
År 1947 gifte sig Huxley med Jocelyn "Richenda" Gammell (född Pease). De fick en son och fem döttrar.

## Vetenskapligt arbete
År 1939 återvände Alan Lloyd Hodgkin från USA för att ta upp ett stipendium vid Trinity College, och Huxley blev en av hans doktorander. Hodgkin var intresserad av överföring av elektriska signaler i nervfibrer. Han hade gjort preliminära mätningar på en grodas ischiasnerv som pekade på att den accepterade synen på nerven som ett enkelt, långsträckt batteri var bristfällig och han bjöd in Huxley att tillsammans med honom och undersöka problemet.
Arbetet var experimentellt utmanande. Ett stort problem var att den lilla storleken på de flesta nervceller gjorde det extremt svårt att studera dem med hjälp av den tidens teknik. De övervann detta genom att arbeta på Marine Biological Association-laboratoriet i Plymouth med hjälp av den gigantiska axonen av longfin-bläckfisken (Doryteuthis (tidigare Loligo) pealeii), som har de största kända neuronerna. Experimenten var fortfarande extremt utmanande, eftersom nervimpulserna varar endast en bråkdel av en millisekund, under vilken tid de behövde mäta den ändrande elektriska potentialen på olika punkter längs nerven. Med hjälp av utrustning som till stor del var av egen konstruktion, som en av de tidigaste tillämpningarna av en elektrofysiologiteknik som kallas spänningsklämma (voltage clamp), kunde de spela in joniska strömmar. År 1939 publicerade de gemensamt en kort artikel i Nature som rapporterade om det arbete som utförts i Plymouth och redovisade deras registrering av impulspotentialer inifrån en nervfiber.
Efter kriget fortsatte de sitt arbete i Plymouth och kunde inom sex år lösa problemet med hjälp av utrustning som de själva byggt upp. Lösningen var att nervimpulser, eller åtgärdspotentialer, inte färdas ner i fiberns kärna, utan snarare längs fiberns yttre membran som kaskadvågor av natriumjoner som sprider sig inåt på en stigande puls och kaliumjoner som sprider sig ut på en fallande sida av en puls. År 1952 publicerade de i ett gemensamt dokument sin teori om hur åtgärdspotentialer överförs, där de också beskriver en av de tidigaste beräkningsmodellerna inom biokemi. Denna modell utgör grunden för de flesta modeller som använts i neurobiologi under de följande fyra decennierna.
År 1952 undervisade Huxley i fysiologi vid Cambridge och blev intresserad av ett annat svårt, olöst problem: hur kontrakterar muskler? Före kriget hade han arbetat med en preliminär konstruktion för interferensmikroskopi, som han vid den tiden trodde var original, även om den visade sig ha prövats 50 år tidigare och övergivits. Han kunde dock göra interferensmikroskopi och tillämpa det på problemet med muskelkontraktion med stor effekt. Han kunde se muskelkontraktion med större precision än i konventionella mikroskop, och urskilja typer av fiber lättare. År 1953 började han, tillsammans med Rolf Niedergerke, hitta dragen i muskelrörelser. Runt den tiden kom Hugh Huxley och Jean Hanson till en liknande observation. Författade i par publicerades deras artiklar samtidigt maj 1954-numret av Nature. Således kunde de fyra personerna presentera vad som kallas den glidande glödtrådteorin av muskelsammandragningar. Huxley syntetiserade sina rön, och arbetet av kollegor, in i en specificerad beskrivning av muskelstrukturer och hur muskelkontraktion uppstår och genererar styrka, vilket han publicerade 1957. 1966 gav hans lag motståndskraftigt av teorin, och har förblivit basen av modern överenskommelse av muskelfysiologi.
Han var redaktör för Journal of Physiology från 1950 till 1957 och även för Journal of Molecular Biology. År 1955 valdes han till ledamot av Royal Society och tjänstgjorde i Royal Societys råd från 1960 till 1962.
Huxley innehade college- och universitetsposter i Cambridge fram till 1960, då han blev chef för institutionen för fysiologi vid University College London. År 1969 utnämndes han till professor i Royal Society research, som han innehade vid institutionen för fysiologi vid University College London och 1980 valdes han till ordförande för Royal Society, en post han innehade fram till 1985. 
Huxley behöll fram till sin död sin position som fellow vid Trinity College, Cambridge, med undervisning i fysiologi, naturvetenskap och medicin. Han blev också ledamot av Imperial College London 1980.

## Utmärkelser och hedersbetygelser
Huxley, Alan Hodgkin och John Eccles vann tillsammans Nobelpriset i fysiologi eller medicin 1963 "för sina upptäckter om de joniska mekanismer som är involverade i excitation och hämning i de perifera och centrala delarna av nervcellsmembranet". Huxley och Hodgkin vann priset för experimentellt och matematiskt arbete med processen med nervverkanspotentialer, de elektriska impulserna som gör det möjligt att samordna en organisms aktivitet med ett centralt nervsystem. Eccles hade gjort viktiga upptäckter på synaptisk överföring.
Huxley valdes till fellow i Royal Society (FRS) 1955, och tilldelades Copleymedaljen 1973 "som ett erkännande av hans enastående studier om nervimpulsens mekanismer och aktivering av muskelkontraktion." Han adlades av drottning Elizabeth II den 12 november 1974 och tilldelades förtjänstorden den 11 november 1983. Åren 1976–1977 var han ordförande för British Science Association och från 1980 till 1985 var han ordförande för Royal Society.
Huxleys porträtt av David Poole hänger i Trinity Colleges samling.

## Galleri

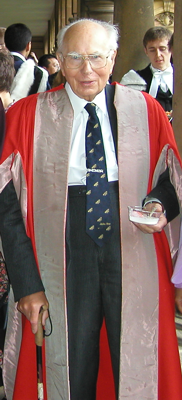
Andrew Fielding Huxley, 2005.